# 물병자리 에타 유성군

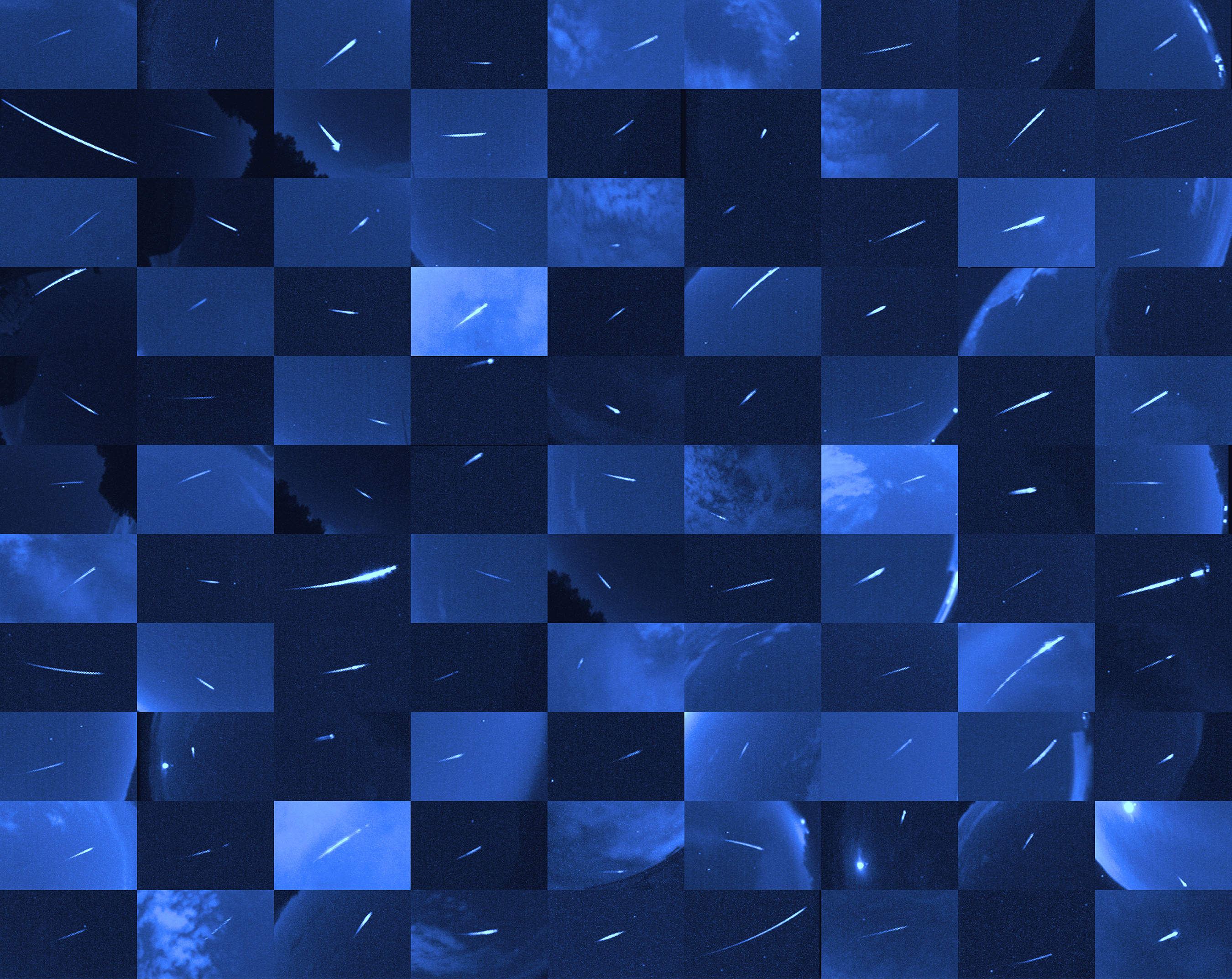

물병자리 에타 유성우는 핼리 혜성과 관련된 유성우이다. 물병자리 에타의 이름이 붙은 이유는, 물병자리의 최대 밝은 별 물병자리 에타의 근처에 발광체가 나타나기 때문이다.
유성우는 늦은 4월에서 이른 5월에 관측되는데 5월 6일이 극대기이다. 2005년 시간당 10개 정도의 유성이 출현하였으며, 당시 달은 초승달 상태여서 밤하늘이 어두웠기 때문에 관측이 용이하였다.
물병자리 에타 유성우는 도심지 밖에서, 새벽 이전에 가장 잘 관측된다.